# Nika Godun
Nika Godun –en ruso, Ника Годун– (4 de marzo de 1997) es una deportista rusa que compite en natación. Ganó tres medallas en el Campeonato Europeo de Natación en Piscina Corta, en los años 2019 y bronce en 2021.

## Palmarés internacional
| Campeonato Europeo en Piscina Corta | Campeonato Europeo en Piscina Corta | Campeonato Europeo en Piscina Corta | Campeonato Europeo en Piscina Corta |
| Año                                 | Lugar                               | Medalla                             | Prueba                              |
| ----------------------------------- | ----------------------------------- | ----------------------------------- | ----------------------------------- |
| 2019                                | Glasgow (Reino Unido)               | Medalla de bronce                   | 4 × 50 m estilos                    |
| 2021                                | Kazán (Rusia)                       | Medalla de oro                      | 4 × 50 m estilos                    |
| 2021                                | Kazán (Rusia)                       | Medalla de bronce                   | 50 m braza                          |